# Lewis Jerome Zeigler
Lewis Jerome Zeigler, né le 4 janvier 1944 et mort le 12 août 2022, est un prélat catholique libérien. De 2011 à 2021, il est archevêque de Monrovia.
Il est ordonné en 1974 avant d'être nommé en 2002 évêque de Gbarnga. Il est ensuite nommé archevêque coadjuteur de Monrovia en 2009 et devient évêque du diocèse en 2011 après le décès de son prédécesseur. Zeigler est un prélat conservateur connu pour son opposition au mariage homosexuel et à l'avortement au Liberia.

## Biographie
Lewis Jerome Zeigler est né en 1944 à Harrisburg au Libéria. Il fait des études à Ibadan au Nigeria. Il est ordonné prêtre le 22 décembre 1974 et incardiné dans l'archidiocèse de Monrovia, avant de choisir d'être incardiné à Gbarnga après l'érection du diocèse en 1986.
Après son ordination, il devient vicaire puis curé dans diverses localités entre 1974 et 1876. De 1977 à 1978, il étudie la théologie pastorale à la Maryknoll aux États-Unis ; de retour au Libéria il est nommé directeur national des vocations, fonction qu'il occupe de 1979 à 1981. Il devient par la suite, en 1982, recteur du petit séminaire ; Entre 1983 et 1991, il est curé de plusieurs paroisses. 
En 1994 il est chargé de suivre les réfugiés libériens qui ont fui vers la Côte d'Ivoire. En 1997, il est nommé vicaire général du diocèse de Gbarnga. Il occupe cette fonction jusqu'en décembre 2000 lorsqu'il est devient administrateur diocésain.

## Épiscopat
Le 30 mai 2002, le pape Jean-Paul II le nomme évêque du diocèse de Gbarnga. Il est consacré évêque le 9 novembre 2002 par l'ordinaire de l'époque de l'archidiocèse de Monrovia, Michael Kpakala Francis à la cathédrale de Gbarnga. Les co-consécrateurs sont Joseph Henry Ganda, archevêque de Freetown et Bo, et Boniface Nyema Dalieh, évêque de Diocèse de Cape Palmas.
Le 11 juillet 2009, le pape Benoît XVI le nomme archevêque coadjuteur de l'archidiocèse de Monrovia. Le 12 février 2011, Benoît XVI le nomme ordinaire de cet archidiocèse. Le 7 juin 2021, Le pape François accepte sa démission de son rôle d'archevêque de Monrovia,.
De 2005 à 2017, il fut le président de la Conférence épiscopale du Libéria. Il meurt le 12 août 2022,.

### Corruption
Lewis Jerome Zeigler s'est prononcé sur la corruption du Libéria. Il la qualifie la corruption de principal ennemi de la construction du Libéria et a déclaré que la corruption entrave le progrès national. L'archevêque a déclaré que « notre société est malade » à cause de la cupidité et de l'égoïsme qui ont englouti la nation. Il appelé également les Libériens à lutter contre la corruption en s'efforçant de vaincre la cupidité individuelle,. 

### Homosexualité
Lors d'un discours prononcé à l'église baptiste de Providence, le 11 avril 2014, l'archevêque a parlé contre l'homosexualité et le mariage homosexuel, soutenant que la culture libérienne était dénigrée par la calamité due au fait que les Libériens « ignorent leur créateur » et se lancent dans « des activités malsaines qui continuent à irriter Dieu ». il a également déclaré que des crises nationales telles que l'épidémie d'Ebola étaient dues aux modes de vie dissolus des Libériens qui déplaisaient à Dieu. Zeigler qualifiait le mariage homosexuel d'« abomination ».